# Église Saint-Georges de Compains
L'église Saint-Georges est une église catholique située à Compains, dans le département français du Puy-de-Dôme, en région Auvergne-Rhône-Alpes.
Elle fait l'objet d'une protection au titre des monuments historiques.

## Historique
L'église a été bâtie au XIIIe siècle mais la tourelle d'escalier d'accès au clocher date du XVe siècle.

## Statut patrimonial
L'église est classée au titre des monuments historiques le 16 avril 1904.

## Architecture
L'édifice n'est pas franchement orienté est-ouest mais est-nord-est/ouest-sud-ouest.
L'église est de plan cruciforme, avec une nef longue de deux travées, suivie du transept puis du chœur terminé en abside à cinq pans. Le clocher-flèche surmonte la croisée du transept. L'édifice a deux portails, un à l'ouest et l'autre au sud.
Également au sud, à l'angle de la nef et du transept, une tourelle d'escalier permet d'accéder au clocher.
L'angle ce cette tourelle est orné d'une « tête hurlante », nommée « Salguebrou » (Sauve-toi,…brrr !) ou encore « Salgabri » dans la région,,,. Ce genre de tête est assez commun en Auvergne puisqu'on en trouve au porche des églises d'Allanche, de Fontanges, de Sainte-Anastasie, de Sauvat et d'Ydes-Bourg, où sa fonction devait être de chasser les démons et de défendre l'accès de l'église aux mauvais esprits,,,,. « Quel but poursuivait-on au XVe siècle en plaçant un salguebrou sur la tour d'escalier qui conduit au clocher ? Les constructeurs visaient sans doute moins l'éloignement du diable que l'apaisement des éléments déchainés. Les clameurs du salguebrou devaient surtout avoir pour objectif d'éloigner la foudre et de protéger le sonneur de cloches lors des terribles orages relatés par les anciens textes ».

## Mobilier
Trois objets de l'église sont classés au titre des monuments historiques : deux en 1904, une châsse en cuivre sur bois du XIIIe siècle, ainsi que les pentures des vantaux du portail sud, datées également du XIIe ou XIIIe siècle ; et un en 1961 : la cuve baptismale du XIIe ou XIIIe siècle, .

## Galerie de photos

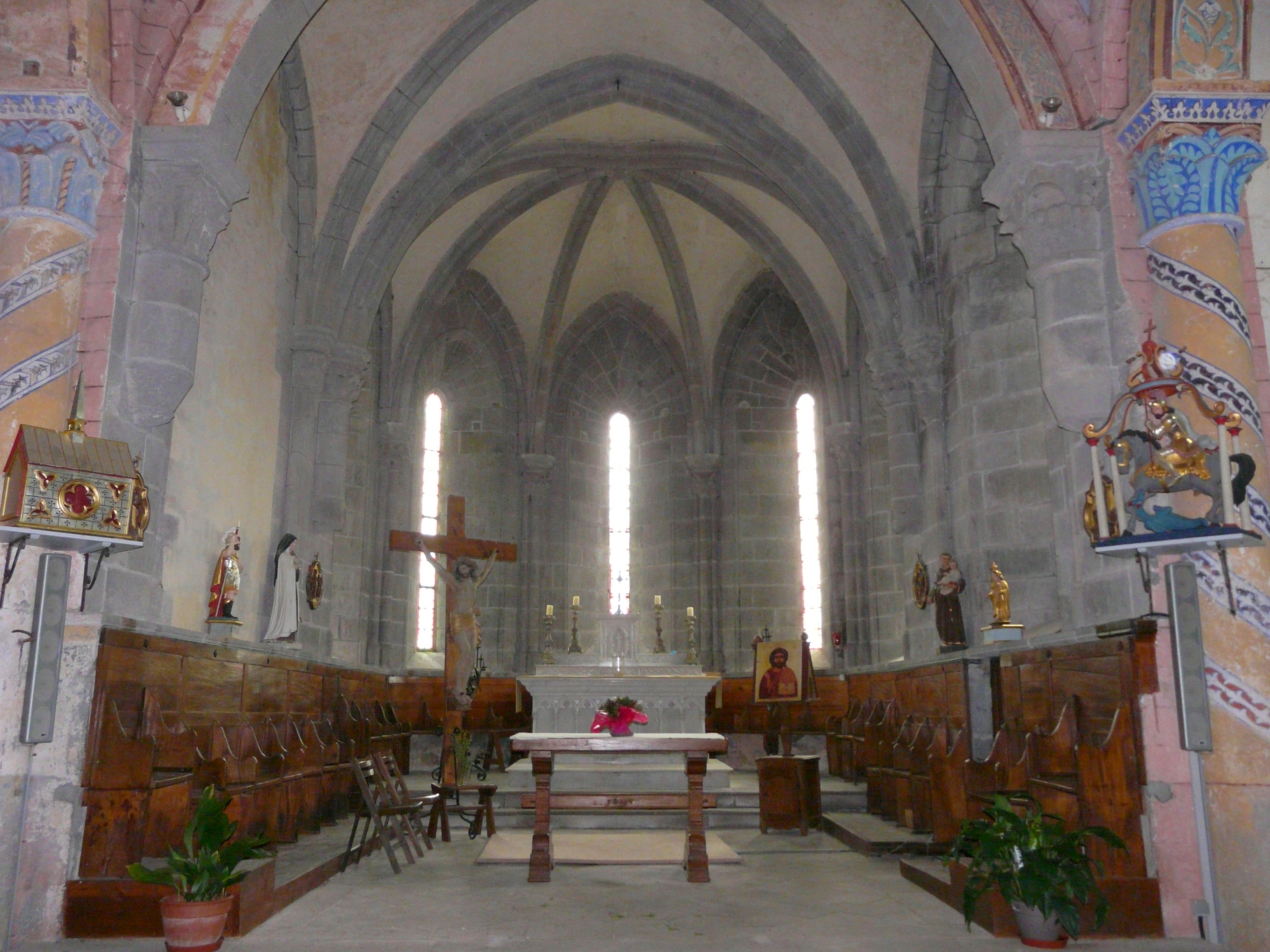
Le chœur.
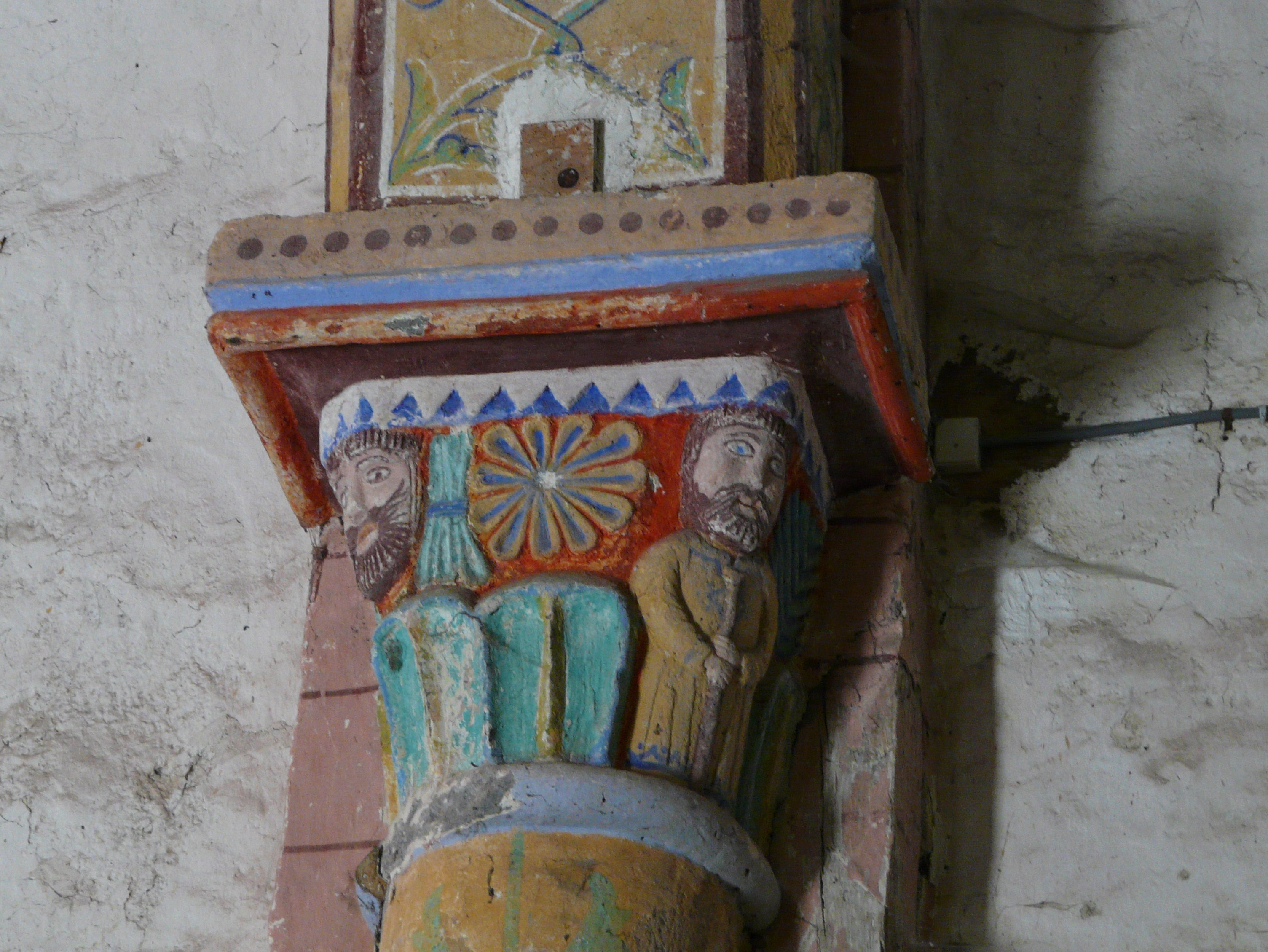
Chapiteau sculpté de la nef.
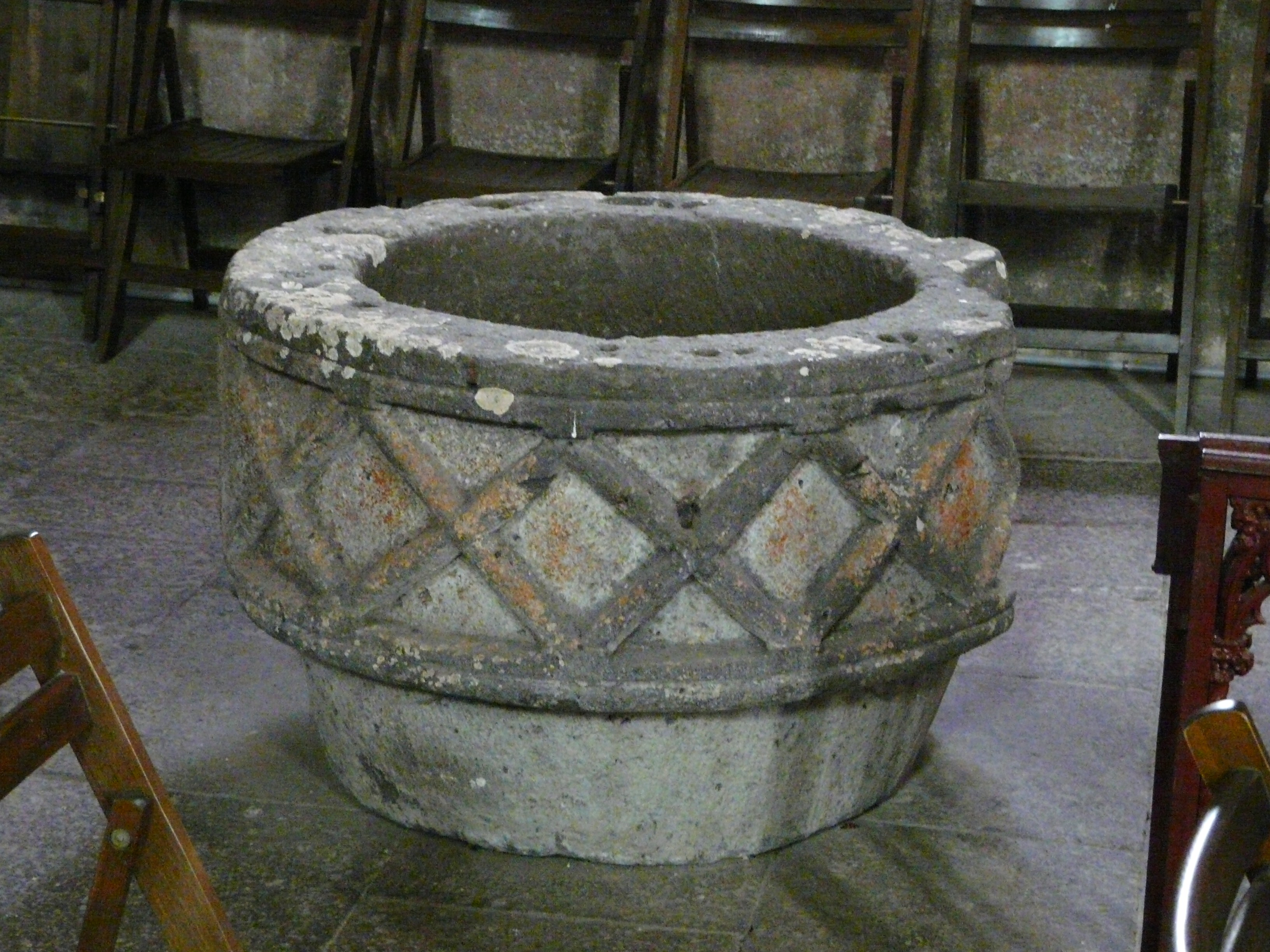
La cuve baptismale.
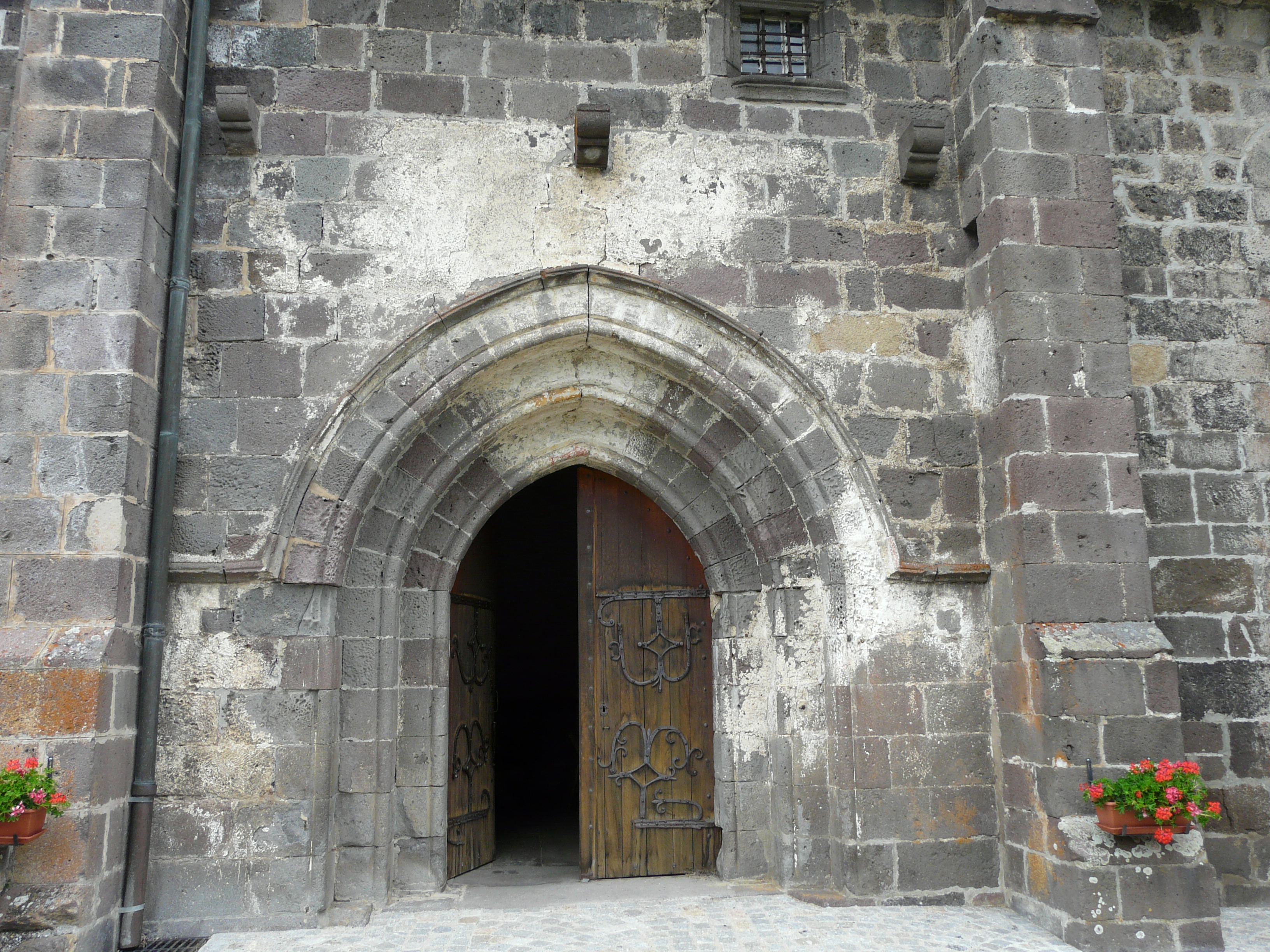
Le portail sud.
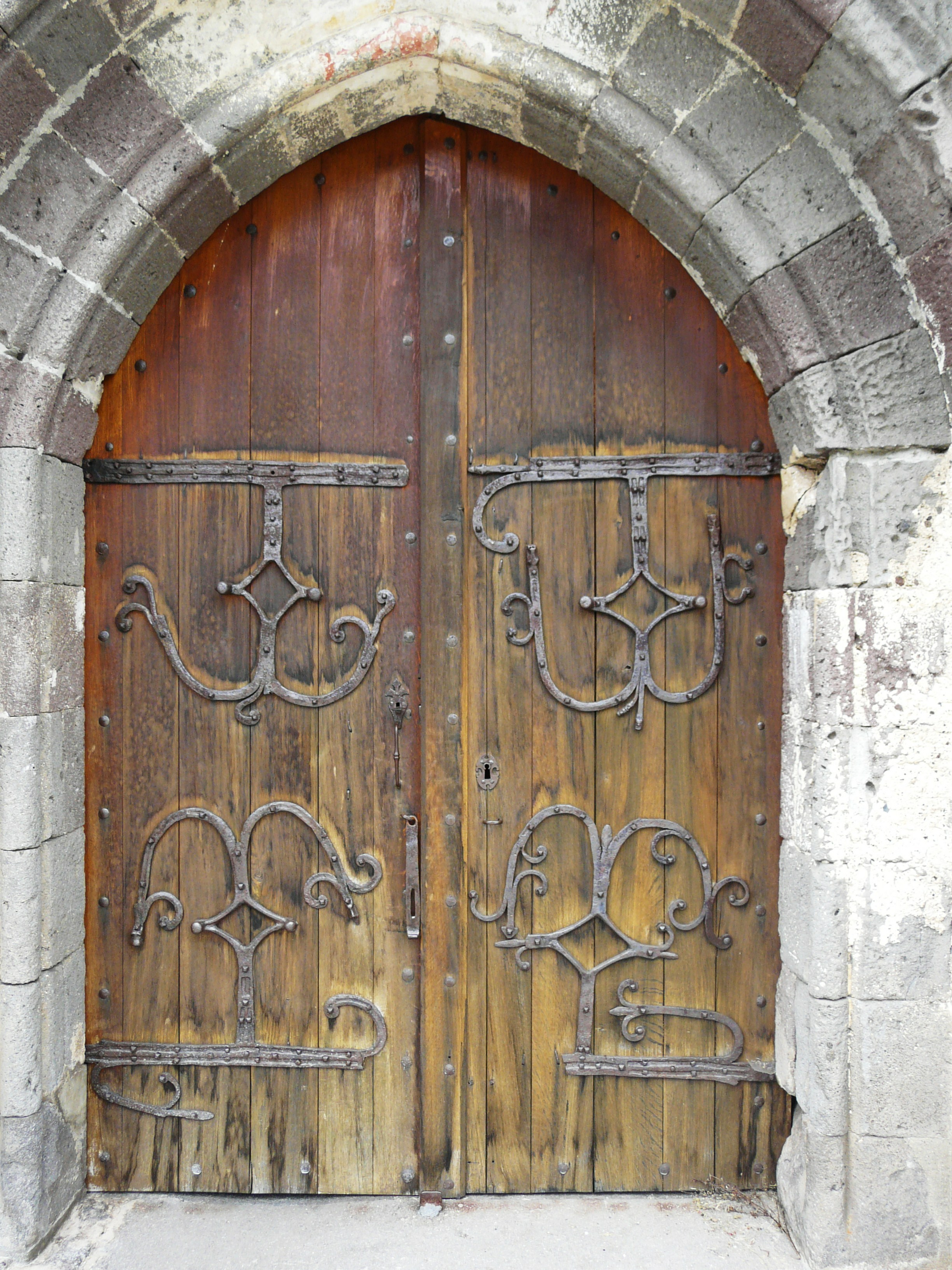
Les vantaux du portail sud et leurs pentures.